# ОШ „17. октобар” Јагодина
Основна школа "17. октобар" је осморазредна школа у Јагодини у Теслиној улици број 1. Територијално јој припадају подручна одељења у Врановцу и Горњем Штипљу.

## Историја школе
Садашње здање наше школе завршено је 1932. године а за потребе тадашње јагодинске осморазредне гимназије. У тој згради гимназија је радила од 1932. до 1951. године, уз прекид за време окупације (1941—1944. године), када су у њој били смештени бугарски фашистички војници, односно (1944—1945. године), за које време је служила као главни мобилизацијски центар за обуку регрута из Поморавља и слање истих на Сремски фронт.
На петој седници Народног одбора Општине Светозарево, одржаној 21. маја 1963.године, донето је решење о оснивању наше школе као самосталне просветне установе, настале спајањем неколико одељења из тада постојећих основних школа„Милан Мијалковић“ и „Рада Миљковић“. На почетку прве школске 1963/64. године у седам разреда било је уписано 633 ученика, којима је предавало 18 сталних учитеља и наставника. Проблем школског простора дуго је био нерешив. Настава је неколико година реализована у неколико учионица Гимназије за ученике старијих разреда, док се за наставу ученика млађих разреда користио простор на Радничком универзитету. Школске 1970/71. године школа се премешта у садашњи простор – зграду у Улици Теслина 1 у којој су се до тада образовали ученици Техничке школе. Наредних десет година овај простор заједнички су користили две школе –наша ОШ „17. октобар“ и новоформирана ОШ „25. мај“. Тек почетком школске 1981/82. године школи је омогућен самостални рад, тј. створени су подношљиви услови за извођење наставе. Средином 1968. године реорганизацијом школске мреже на територији општине школи су припојена Подручна одељења у Горњем Штипљу,Црнчу и Врановцу. И поред лоших услова рада – недостатка простора, старе школске зграде која је тек 1997. године добила централно грејање, идентитет школи давале су бројне ваннаставне активности почев од хора и оркестра, драмске секције до учешћа на републичким и савезним такмичењима из математике, физике, историје и техничког образовања.

## Школа данас
Зграда матичне школе налази се у самом центру града, у Теслиној улици број 1. Корисна површина простора износи 2200 м. Урбанизацијом центра града и изградњом паркинг простора школа је остала без дворишта и зелених површина.
Школа има 3 учионице опште намене, 16 специјализованих учионица и пет кабинета: за физику, биологију, хемију, техничко образовање основе информатике и рачунарства. Сви кабинети су опремљени одговарајућим наставним средствима, која су у функцији разноврсних метода и облика рада са ученицима. Школа је организатор првог Моби-фото феста у Србији, а у холу школе постоји мини галерија «Одмор». Школа располаже фискултурном салом површине 96 m² и свлачионицама. Школско двориште се у време наставе користи за кошарку, мали фудбал и одбојку. У школи постоји школска библиотека и дигитални кабинет погодан за аудио-визуелно организовање наставе и разних других активности.
Школа је укључена у следеће пројекте: „Темпус“, „Deutsches Sprachdiplom“,„ Winterprojekt“ ; „ Austausch der Ansichtskarten und Korespondenz; „ Ein klimatisches Tagesbuch“, „ Твоје знање мења све“. Подршка и сарадња са локалном заједницом, успеси ученика, стручност и квалитет рада наставника допринели су да школа добије 2007. године Светосавску награду.
У школи се издаје часопис „Растко“, Билтен и Водич за родитеље. Педесет година рада школе сачувано је у монографији „Успоменар“.
5. децембра 2014. године потписана је Повеља о братимљењу са Основном школом "Светозар Марковић Тоза" из Новог Сада.

## Подручно одељење – Врановац
Школа у Врановцу први пут је отворена 1902. године и радила је у приватној кући први пут. До тада су ученици похађали школу у Багрдану, удаљеном осам километара. После три године подигнута је нова зграда од мешовитог материјала, али је била доста добра и удобна. Заслужни за њено подизање били су Спасоје Николић из Врановца и Александар Милојевић из Доњег Штипља. Школа је имала две учионице по 155 м³, канцеларију од 36 м³, ходник 36 м³ и у дворишту нужник.
Данас, иако стара, школска зграда испуњава основне услове за рад. Састоји се из једне опремљене учионице. Фасада је дотрајала. Претходне године је бетонирана стаза у дворишту. У оквиру школе урађен је санитарни чвор. Двориште у Врановцу има спортски терен.

## Подручно одељење - Горње Штипље
У Горњем Штипљу отворена је основна школа 3. септембра 1926. године. Нешто пре тога, решењем школског одбора области Моравске од 8. јуна 1926. године, образована је нова школска општина под називом „Горњо Штипљанска“. Тада је издвојена из дотадашње врановачке школске општине, коју су и даље чинила села: Врановац, Доње Штипље и Горњи Рачник. Зграда коју је комисија предложила за привремену школу саграђена је 1925. године од мешовитог материјала. Налазила се у средини села. Имала је две собе, предсобље и подрум испод целе зграде.
Данас подручно одељење ОШ „17. октобар“ у Горњем Штипљу, ради као неподељена школа. Настава се одвија у згради која је направљена 1948. године. Школа је преуређена 2006. године и направљен је мокри чвор. У једној од учионица се обавља настава, а друга је адаптирана за извођење наставе физичког васпитања у зимском периоду. Школско двориште је асфалтирано и ограђено, а на спортском терену постављен је кош. Зграда школе и њено окружење представљају место на коме се реализују наставни садржаји обавезних и изборних предмета у форми тематског дана или огледних часова за ученике од првог до четвртог разреда из матичне школе.

### Специфичности
У школи се издаје часопис „Растко“ који уређују деца уз помоћ наставника, а уз подршку представника СПЦ. Часопис је верског карактера и има за циљ да негује традицију и љубав према хришћанству и православљу.

## Галерија
- Спомен плоча
- Плакета
- Школа у Горњем Штипљу
- Школа у Врановцу
- Горње Штипље- Етно кутак
- Ходник школе
- Слика кабинета за физику у ОШ "17.октобар" у Јагодини
- Мини галерија "Одмор" у ОШ "17.октобар"